# (6212) Franzthaler
(6212) Franzthaler est un astéroïde de la ceinture principale.

## Description
(6212) Franzthaler est un astéroïde de la ceinture principale. Il fut découvert le 23 juin 1993 à Palomar par Michael Nassir. Il présente une orbite caractérisée par un demi-grand axe de 2,48 UA, une excentricité de 0,13 et une inclinaison de 11,3° par rapport à l'écliptique.